# 甑山郡
甑山郡（：／ Jŭngsan gun */?）是朝鮮民主主義人民共和國平安南道西部的一個郡，東枕烏石山，西臨西朝鮮灣。面積346.32平方公里，2008年人口113,613人。下分1邑、17里。
1136年設甑山鄉。1895年設郡，1914年被撤，1952年恢復。